# Перенятин
Переня́тин — село в Україні, у Радивилівській міській громаді Дубенського району Рівненської області. Населення становить 351 особа. До 2020 належало до Башарівської сільської ради. Колишнє містечко XVII — XVIII ст.

## Назва
За переказами, назва села походить від того, що колись на цьому місці були застави, на яких переймали подорожніх чи проїжджих для заселення спустошеної ворогами місцевості, або з метою припинення бродяжництва.

## Географія
Село Перенятин розташоване в межах Волино-Подільської височини, в підніжжі низькогір'я Вороняки, Гологоро-Кременецького кряжу, у фізико-географічній області — Мале Полісся на Кременецько-Дубнівській рівнині.
Коли їхати з Радивилова на Почаїв, кілометрів за п'ятнадцять від райцентру автошлях Р26 виходить до великого, мальовничого ставу, утворюваного річкою Слонівкою. В Інтернеті можна натрапити на захоплені відгуки мандрівників про цей став біля села Перенятина: йдучи до Свято-Успенської лаври, вони тут зупиняються перепочити.
Коли бути точним, то на цих берегах не одне, а два села: на правому березі річки — Перенятин, на лівому — його давня, історична частина, яка так і називається — Старики. У Стариках збереглися земляні вали середньовічного городища.

### Ґрунти
Чорноземи карбонатні на елювії щільних карбонатних порід.

### Клімат
У Перенятині клімат помірно-континентальний. Значна кількість опадів протягом року. За класифікацією кліматів Кеппена — Dfb (зона D — помірний континентальний клімат без посушливого сезону з теплим літом).
Літо починається тут в кінці червня і закінчується у вересні. Влітку переважає антициклональна погода, проте часті циклони із заходу приносять
значну кількість опадів, що нерідко випадають у вигляді злив. Зима м'яка, часто випадає мокрий сніг з дощем. Для осені характерні найвища у році хмарність, холодна волога погода, часті опади. У кліматичному відношенні це найвологіший район Лісостепу. Місяцем з найбільшою відносною вологістю повітря є січень (83,60 %). Місяцем з найнижчою відносною вологістю повітря є травень (66,37 %). Місяць з найбільшою кількістю дощових днів — липень (14,83 дня). Місяць з найменшою кількістю дощових днів — жовтень (9,83 дня). Температура тут в середньому 8,8 °C. За рік кількість опадів становить 825 мм. Самий сухий місяць — лютий, найбільша кількість опадів у липні, в середньому 115 мм. Липень також самий теплий місяць року, середньомісячна температура повітря +19,9 °C. Січень самий холодний — середньомісячна температура -3,1 °C.
| Клімат Перенятин                         | Клімат Перенятин | Клімат Перенятин | Клімат Перенятин | Клімат Перенятин | Клімат Перенятин | Клімат Перенятин | Клімат Перенятин | Клімат Перенятин | Клімат Перенятин | Клімат Перенятин | Клімат Перенятин | Клімат Перенятин | Клімат Перенятин |
| Показник                                 | Січ.             | Лют.             | Бер.             | Квіт.            | Трав.            | Черв.            | Лип.             | Серп.            | Вер.             | Жовт.            | Лист.            | Груд.            |                  |
| Середній максимум, °C                    | −0,8             | 1,0              | 6,3              | 13,8             | 19,1             | 22,2             | 24,0             | 23,6             | 18,4             | 12,3             | 6,5              | 1,3              |                  |
| Середня температура, °C                  | −3,1             | −1,9             | 2,5              | 9,2              | 14,6             | 18,1             | 19,9             | 19,4             | 14,5             | 8,9              | 4,1              | −0,7             |                  |
| Середній мінімум, °C                     | −5,6             | −4,8             | −1,4             | 4,2              | 9,6              | 13,4             | 15,5             | 14,9             | 10,6             | 5,7              | 1,8              | −2,8             |                  |
| Норма опадів, мм                         | 49               | 48               | 55               | 60               | 83               | 94               | 115              | 85               | 76               | 54               | 51               | 55               |                  |
| ---------------------------------------- | ---------------- | ---------------- | ---------------- | ---------------- | ---------------- | ---------------- | ---------------- | ---------------- | ---------------- | ---------------- | ---------------- | ---------------- | ---------------- |
| Джерело: Climate-Data.org, 1991—2021 рр. |                  |                  |                  |                  |                  |                  |                  |                  |                  |                  |                  |                  |                  |

## Історія
Вперше село Перенятин згадується 1533 року в Литовській метриці, книга 24, коли Рогозинський Івашко Іванович з дружиною Катериною, продали село швагрові Василю Юрійовичу Риловичу (Батьківському?). Перенятин згадується 1545 року в описі Кременецького замку, у скарзі кременецьких міщан — «в Пԑрԑнятынԑ Василԑи Батковскии ωт воза по грошу бԑрԑть». 1566 року Каленик і Ганна Батьківські заставили Гостському на 10 років свої маєтки Перенятин і Башарівка (ЦДІАК України, ф. 22, оп. 1, кн. 3, арк. 29).
1583 року Ганна Гойська, дружина луцького земського судді Ярофія Гостського, з села Перенятина платила податок з 33 дим, 16 городів, 6 коморників, водяного млина.
1618 року кременецький земський суддя Самійло Макарович Лідихівський (пом.1640) купив у Миколи Івановича Батьківського третину в селах Перенятин і Волиця а пізніше придбав і решту обох поселень та розмежував їх із селами Батьків і Башарівка, що належали Северину Батьківському. Під час вального сейму 1623 р. він отримав привілей на заснування в маєтку Лідихів, де заклав уже невеличкий замок, однойменного містечка з двома ярмарками на рік та щотижневим торгом, а 14 лютого 1629 р. — аналогічний привілей на містечко під назвою Краснопіль у маєтку Перенятин, та перший із привілеїв не вдалося, очевидно, реалізувати, оскільки Лідихів і далі фігурує в джерелах як село. Самійло Макарович з дружиною Гальшкою (Єлизаветою) Станішевською мав п'ятеро дітей, дочку Анну і синів: Івана, Степана, Мартина (пом.1676) і Самійла (пом.бл.1678).
В червні 1651 року біля містечка Перенятина зосередив своє татарське військо кримський хан Іслам Гірей, союзник Богдана Хмельницького, який в той час з козацько-селянським військом таборував в селі Колодному. Маневруючі козацькі загони під Дубно намагались виманити короля Речі Посполитої Яна ІІ Казимира, з метою розбити його війська при переправі через Ікву, а хан мав напасти на обози біля Стиру. Та план Хмельницького не вдався. 26 червня під Перенятином татарами був розбитий роз'їзд Бейдковського з полку Я. Вишневецького, і королю М. Потоцький порадив чекати битви під Берестечком.
Після поразки під Берестечком групи козаків відступали і через Перенятин, з останніх сил відбиваючись від переслідувачів на шляху до Почаївського монастиря, де знаходила притулок козацька старшина. Шляхтич А. Радзивілл писав, що переслідувані козаки «милосердя не просили, і через це їх рубано без милосердя». А інший сучасник тих подій, М. Собеський, вказав, що між «Дубном і Бродами бачив дороги й переправи заповнені трупами». В селі Підзамче, недалеко від церкви могила, за переказами, там поховані козаки, які померли від ран, отриманих під час Берестецької битви 1651 року.
За податковим реєстром 1673 року, в панському дворі у селі Старики проживали родини синів Самійла Макаровича: вдова Мартина Самійловича, Маріанна Єловицька і її син Андрій(пом.бл.1720), дочка Катерина та сім'я Самійла Самійловича, дружина Олександра Линівська з двома дітьми Іваном і Степаном.
У 1735 році Перенятин, під назвою містечка, виступає, як власність Михайла Лідихівського, внука Андрія Лідихівського (пол. Michał, Jan Franciszka Ledóchowski; (пом.1785) — підстолія волинського, ротмістра королівського, посла чернігівського).
2—5 січня 1735 року проведений опис маєтностей дворянина Михайла Лідихівського в містечку Перенятин, селах Підзамче і Комарівка та садиби в Кременці, з детальним описом селян які там проживали, їх власної та панської худоби і відбування ними повинностей. Опис цінний згадкою імен і прізвищ тодішніх мешканців Перенятина (37 сімей) і села Підзамче (23 сім'ї), а також фіксацією факту ще відносно добре збереженого тоді замку, наявністю церкви. Заслуговує уваги і те, що містечко Перенятин і село Підзамче згадуються як одне поселення, яке у минулому тягнулося від урочища Старики до села Підзамче — miasteczko y podzameczek Pereniatyn, або в іншому варіанті miasteczko y wieś Podzameczek Pereniatyn. Річний прибуток з маєтку становив 3644 польських злотих. Крім сільського господарства та тваринництва, в Перенятині було розвинуте ткацтво, пивоваріння та ґуральництво, в селі Підзамче бортництво. Панщину відробляли три дні на тиждень літом і два дні зимою (в селі Підзамче чотири дні літом і три зимою). Тяглі селяни виходили на панщину зі своєю худобою і плугами, а хто не мав то «пішо». Були також зажинки, обжинки, закоски, обкоски, три обов'язкові толоки для всіх мешканців крім немічних і четверта прошена, шарварки при потребі робіт на греблі і ставові. За стародавніми звичаями, поза панщиною, мочили, сушили, тіпали і чесали прядиво з льону чи коноплі і з дозволу пана віддавали чи продавали його на вагу як і мотки, прали полотно, садили та поливали капусту, пололи грядки. Ткачі, за давнім звичаєм, повинні були ткати півсетки для панського двору. В обов'язки селян входив обмолот проса, перевезення збіжжя до Бугу і Львова, своїми возами, на вимогу панського дв́ору, вилов риби на ставу. Кожен господар обов'язково ніс погодинну таємну варту на панському дворі і фільварку, охороняючи збіжжя, коней та інше майно. Мешканці віддавали і визначену натуральну данину курами, яйцями, а також очкове (10 % зібраного меду). При оренді або заставі маєтку, день роботи тяглого підданого тоді оцінювався в 6 грош, курка 6 грош, яйце по 1 шелягу, моток 8 грош, очкове 15 грош. Якщо хтось хотів поселитись в містечку, то звільнявся від податків на рік.
Жита сіяли в Перенятині і Підзамче — 80 осьмак бродської міри + 2 четверика. Пшениці сіялось 66 осьмак.

### Під владою Російської імперії
Після першого поділу Речі Посполитої 1772 року, — Перенятин, Старики і Підзамче опинились в Російській імперії, в прикордонні з Королівством Галичини та Володимирії, Австрійської монархії. До кордону, по прямій лінії, який орієнтовно проходив по межі сучасних Рівненської і Львівської областей, було 7,0-8,0 км.
1790 року Фелікс і Бенедикт, сини Михайла Лідихівського, продали половину Перенятина родичу Ігнацію Лідихівському. В подальшому маєтки Лідихівських внаслідок родових поділів, продажів чи судових справ постійно дробились, здавались в оренду. В 1890 році Перенятином і Стариками володів Tadeusz Garlicki.
Відомий польський поет і драматург Юліуш Словацький, в листі до матері 2 квітня 1838 року, з Флоренції, згадує свого дядька Феофіла Янушевського в Перенятині, який дуже зрадіє переданому англійському календарику у блакитній обкладинці з прогнозом погоди на рік і уявляє як він буде виглядати з-за дзеркала прикрашеного віночком з колосків і волошок.
Церква в ім'я Святої і Живоначальної Трійці, побудована, імовірно на місці старої, яка зображена на карті Гійома де Боплана в 1648 році та згадується в описі маєтку дворянина Михайла Лідихівського в січні 1735 року, на кошти парафіян і освячена в 1895 році. В 1872 році було складено опис церковного майна. Тоді місцевій парафії, до якої входили села Копані і Стоянівка належали 33 десятини орної землі, а також 2070 сажнів садибної і городньої землі (всього понад 33 гектари), сінокосної землі не було. Священиком з 1877 року служив Олександр Дашкевич, а псаломщиком Євсевій Думицький з 1872 р. До церковного приходу була приписана церква в Гаях-Лев'ятинських (по-іншому село ще називали Немировецька гребля). Священик отримував 300 рублів, псаломщик 50 рублів. Дворів — 120 1/2, парафіян — 927.
1906 року село входило до Радзивилівської волості Кременецького повіту Волинської губернії. Дворів було — 74, мешканців — 396.
У 1913 році найбільшим землевласником був селянин Козакевич Йосип Ілліч, який мав у володінні 311 десятин землі.

### Перша світова війна
Південна Волинь і Перенятин опинились у вирі Першої світової війни 6 (19) серпня 1914 року, з початком Галицької битви, коли 3-тя російська армія під командуванням генерала М. Рузького, розпочала наступ на територію Галичини, в напрямку міста Львів.
Після Горлицького прориву німецько-австрійсько-угорських військ, російська армія, із значними втратами, відступила від Вісли і зупинилась восени 1915 року на лінії Дубно—Кременець—Тернопіль, де фронт на тривалий час стабілізувався, а село опинилось під окупацією австро-угорських військ (2-га австро-угорська армія, група генерал-майора Ф. Косака).
4 (17) червня 1916 року біля Перенятина, із-за пагорбів, з відстані 9-10 км, вогнем 100-мм гармат, шрапнеллю, були обстріляні авангардні колони артилеристів 3-ї російської піхотної дивізії XVII корпусу 11-ї армії наступаючої на Радивилів під час Брусиловського
прориву. Опівдні 11 (24) червня 1916 австрійський аероплан скинув кілька потужних бомб на Башарівку, перед захопленням 11-м піхотним Псковським полком під командуванням полковника Родцевича-Плотницького Бродів.
Під час Першої світової війни основні бойові дії відбувалися навколо Перенятина — в напрямках Дубно-Броди-Львів та Кременець-Почаїв-Тернопіль. Тут розміщувались обози російської армії, загони Червоного Хреста. Після П'ятої Галицької битви влітку 1917 року, після втрати Тернополя, російська армія відійшла на старий кордон з Галичиною.
7 (20) листопада 1917 року, відповідно до Третього Універсалу Української Центральної Ради, село увійшло до складу Української Народної Республіки.
В березні 1918 року Перенятин вдруге був «визволений» австро-угорською армією.

### Революційні події 1917—1921 рр
Після Української національної революції та Берестейського миру територія Української Народної Республіки скорочувалась внаслідок більшовицько-української та польсько-української війни. З середини травня до 1 червня 1919 року Армія Української Народної Республіки скупчується на маленькій території по обидві сторони від залізничної лінії Здолбунів — Броди, в кліщах, між арміями польською і червоною. Після переговорів з польською армією, командування української армії ліквідувало свій західний фронт проти поляків, хоч фактичне перемир'я не ще не було підписане. Згідно з наказом Головного Отамана С. Петлюри, Запорізька та Волинська групи армії УНР відійшли в загальний наступ проти Червоної армії в напрямку на Проскурів, а поляки без бою захопили залишені території.
7 червня 1919 року під Перенятином відбувся бій між двома загарбниками України — I-им полком Стрільців Підгальських ВІйська Польського і наступаючими підрозділами Червоної армії, яких підтримували два бронепотяги. Під артилерійським вогнем польський полк змушений був відступити до села Бучина, на давній кордон Галичини, але вже ввечері 11 червня більшовики залишили Радивилів, Башарівку, Перенятин і Підзамче.
З 22 липня по 11 серпня 1920 року, по річці Слонівка, проходили фронти ворогуючих армій — Першої кінної армії Будьонного та II і VI армій ВІйська Польського, в напрямку Дубно — Радивилів — Броди, а з початку вересня у зворотньому напрямку.
Після підписання Варшавського договору представниками Польщі та Української Народної Республіки і наступного Ризького миру землі Західної України відійшли до Польщі. У період польської адміністрації Перенятин входив до ґміни Радзівілув Кременецького повіту, а з 1925 року до Дубенського повіту Волинського воєводства.

### У складі Польської Республіки
В 1928 році, завдяки старанням інструктора УВО і члена ОУН Ярослава (Яро) Гладкого, відкрились нелегальні пластові гуртки в селах Перенятин, Старики і Підзамче. Кожен з новоутворених осередків нараховував близько десяти учасників.
У 30-ї роки в Перенятині активно діяли підпільники, які боролися проти поневолення краю Польщею. Серед них — І. В. Воронко, С. М. Шуст, М. Ф. Мельник, Г. Х. Воронко.

### Друга світова війна
Друга світова війна почалася для мешканців села 1 вересня 1939 року, коли гітлерівські війська вторглися в Польщу, а 17 вересня у конфлікт втрутився Радянський Союз — союзник нацистської Німеччини і окупував західноукраїнські землі Польщі. Прийшли перші «совєти». Очевидно почалася примусова колективізація та сталінські репресії.
Німецько-радянська війна почалася 22 червня 1941 року. Вже 25 червня передові частини Вермахту захопили Дубно, але у них в тилу здійснювали марш з'єднання 8-го механізованого корпусу Рябишева, поспішаючи на найбільшу танкову битву в історії. Дороги були заповнені дезорганізованими військовими частинами та біженцями, піддавались авіаударам Люфтваффе. Так почалася німецька окупація.
Від початку 1943 року священником був Черетянко Василь Іванович, розстріляний підрозділом НКДБ 19.08.1943 року в с. Шепетин.
За інформаційним звітом СБ ОУН 15 жовтня 1943 року, населення Перенятина і Стариків характеризувалось як деморалізоване, а в Підзамче навіть як скомунізоване, там же діяла підпільна комуністична сітка та боївка.
У грудні 1943 року бандитами було вбито комуністичних активістів с. Перенятин — колишнього голову сільської ради Д. М. Воронка, бригадира колгоспу С. С. Мельника, фінагента М. М. Воронка, комсомолок Є. К. Юрчишину, Т. С. Полімарчук, І. А. Гаврильчук. Їх тіла знайшли в колодязі на хуторі Каплиця (біля с. Старики) 6 липня 1958 року. Через 15 років радянська влада «призначила» винних, звинувативши у злочині бандерівців.
За спогадами повстанця УПА Миколи Симчука (1920 р.н.) з села Бугаївка, в 1943 році група фашистів, чоловік п'ятнадцять, облюбувала фільварок у селі Перенятин. Їх присутність неабияк сковувала життя — і не тільки Перенятина, але й навколишніх населених пунктів. Місцева боївка УПА якось було спробувала роззброїти німців, але акція, вчинена серед білого дня, зазнала невдачі.

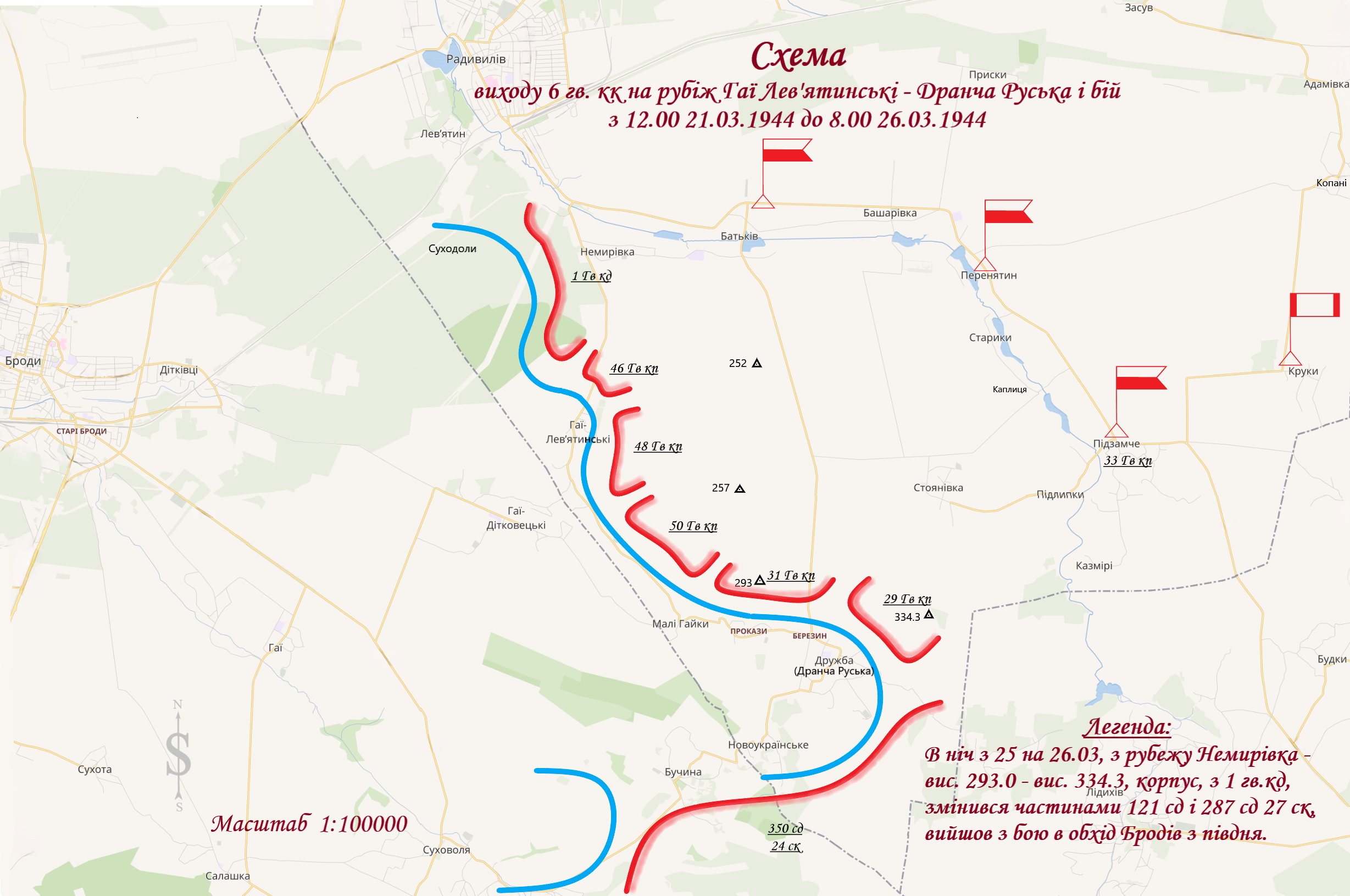

Перенятин був «визволений» 21 березня 1944 року в ході Дубно-Бродівської операції 13-ї армії 1-го Українського фронту. Це вже не була армія зразка 41-го року. За період з 25.02 по 11.03.44 р. були точно встановлені обриси переднього краю оборони супротивника, виявлені вогневі позиції на глибину до 2 км від переднього краю, вивчена система вогню, розміщення мінних полів та дротяних загороджень. Результати спостережень перевірялись силовою розвідкою. Були захоплені топографічні карти супротивника. За показами полонених і документів була встановлена нумерація частин, їх бойовий, чисельний і віковий склад, рівень підготовки, місцезнаходження важкої артилерії і глибина оборони. Від агентів-розвідників було уточнено розміщення резервів, розташування 2-го рубежу оборони. В глибокий тил були вислані розвідувальні взводи з радіостанцією і саперами для визначення стану доріг, мостів і переправ. На основі цих даних було прийнято рішення на обхід з заходу добре укріпленого опорного пункту  Козин. 16.03.44 р. частини 6-го гвардійського кавалерійського корпусу (6 гв. кк) пішли в прорив на ділянці Торговиця — Остріїв із завданням нанести удар по тилам Дубно-Кременецького угруповання німецької армії і у взаємодії з наступаючими частинами 1-го Українського фронту оточити його і знищити, в подальшому розвивати успіх на Броди.
З 20 березня 1944 року, в жорстоких кровопролитних боях за рубіж Башарівка — Підзамче і висоту 252.0, брали участь — 1-ша гвардійська кавалерійська дивізія (1 гв. кд) у складі 1-го гвардійського кавалерійського полку, 13-та гвардійська кавалерійська дивізія (13 гв. кд) у складі 46, 48, 50-го гвардійських кавалерійських полків, 37-го артилерійсько-мінометного полку (37-й амп), 141-го гв.амп, 142-го ГИПТАБ, 47-го ГОМД, 11-го гв.мп, 175-та і 162-га танкові бригади, починаючи кількаразові атаки з раніше здобутих сіл Приски, Засув і Копані.
Супротивниками радянських частин була німецька 361-ша піхотна дивізія в складі 951, 952, 953-го піхотних полків з 361-им артилерійським полком, які прибули на фронт з Данії, 8-ма танкова дивізія, 454-та охоронна дивізія, 221-ша піхотна дивізія, 340-ва піхотна дивізія. Зокрема в Перенятині згадується бойова група «КЕНІНГ».
20.03.44 р. під час атаки 1253 (41) самохідно-артилерійського полку, на повороті дороги з Башарівки на Перенятин, була підбита німцями і згоріла СУ-85. В цей день у бою під Башарівкою 175 тбр втратила 10 танків Т-34, 162 тбр — 4 танки.
21.03.44 р. 1 гв. кп з 7.00 очистив від німців ліс в Присках і до 11.00 захопив переправу біля Башарівки і Перенятина. Переправа безперервно обстрілювалась артилерією та мінометами з висот західніше річки та бомбардувалась німецькою авіацією, групами по 5 — 12 літаків. До 12.00 13 гв. кд захопила Башарівку, Перенятин і Старики. В 18.00 два німецькі полки відступили до підготовлених оборонних позицій, на висотах 230.0 — 245.0 і на лівих схилах висоти 213.0, при підтримці вогнем прямою наводкою з 14 «Фердинантів» і 24 танків по наступаючим радянським частинам. За звітом штабу 13 гв. кд, за добу бою, вбито до 200 німецьких солдат і офіцерів, захоплено в полон — 7, підбито танків — 3, важких гармат — 2. Захоплені трофеї: автомашин — 18, ручних кулеметів — 6, бронетранспортерів — 1, радіостанцій — 3. Втрати дивізії: вбитими — 7, пораненими — 24. За звітом 1 гв.кд, на полі бою залишилось 300 трупів, п'ять гармат різного калібру, два склади з боєприпасами, справний літак ФВ-189, 3 рації, 50 автомашин, 18 возів, 20 велосипедів та ін.
В ніч на 23.03.44 р. на другу лінію оборони Башарівка — Перенятин — Підзамче, став 568 стрілецький полк (568 сп), 149-ї стрілецької Новоград-Волинської Червонопрапорної дивізії (149 снвчд), яка разом з частинами посилення 1076 ИПТАП РГК і 1643 ИПТАП прибули з-під Козина і почали обороняти рубіж по північному берегу річки Слонівки від Бугаївки до Підзамче. Сусідом 568 сп справа був 744 сп, а зліва попереду наступаюча 287 сд. Силами полку проводилось удосконалення оборонних рубежів, мінування танконебезпечних напрямків, доріг і мостів. Було визначено що річка Слонівка на цьому рубежі шириною від 4 до 15 метрів, глибиною до 0,8 метра, дно — в'язкий пісок, заплава болотиста, швидкість течії 0,3 м/с, висота берега 0,5 — 1,2 м, танкопрохідні ділянки тільки біля Башарівки і за Батьковом. На рубежі оборони 568 сп було встановлено 150 протитанкових мін, вирито траншей повного профілю 780 м з вогневими позиціями.
23.03.44 р. в 5.00 двома кавалерійськими полками 13 гв. кд була здійснена «німа» атака. Наткнувшись на організовану оборону супротивника (окопи в повний зріст, траншеї, дротяні загородження), після кількох спроб прорватись, частини відійшли на попередні позиції.
Німецькі війська багаторазово контратакували з Гаїв-Лев'ятинських в напрямку висоти 252.0 (на заході від Перенятина, близько Немирівки) при підтримці піхоти танками, самохідними артилерійськими установками «Фердинанд», пікіруючими бомбардувальниками Junkers Ju 87.
23.03.44 р. в 10.30 німці силами полку при підтримці 30 танків перейшли в контратаку з лісу, на північний захід від Гаї-Лев'ятинські, в напрямі Немирівки та відкинули з позицій частини 1 гв. кд і 287 сд, зайнявши Немирівку повернули на Стоянівку у фланг 13 гв. кд. Одночасно з Гайки Малі на Стоянівку пішло 30 танків. Частини 13 гв. кд повернули фронт на північ і до 16.00 відбивали атаки, але зазнавши значних втрат в людях та матеріальній частині, з боєм відійшли в район Старики, де за наказом комдива зайняли оборону по західній окружності Старики — Підлипки. 46 гв. кп зайняв новий вигідний рубіж на південно-західній окраїні Перинятина. Німці у цій атаці втратили підбитими 16 танків і до батальйону піхоти.
Вночі місцевість німцями постійно освітлювалась ракетами. Йшов липкий сніг, падав дощ, дороги розвезло і вони стали абсолютно непрохідні для автотранспорту.
24.03.1944 р. частини 13 гв. кд в 4.00 пішли в невдалий наступ і до 7.00 повернулись на попередні позиції. В 13.00, 46 гв. кп в Перинятині піддався нальоту штурмової та бомбардувальної німецької авіації, поніс людські втрати.
25.03.44 р. 13 гв. кд в 5.00 із взаємодією з 121-ю гвардійською стрілецькою дивізією (121 гв. сд, сусід справа) пішли в наступ на Гаї-Лев'ятинські, із завданням оволодіти Бродами. В 7.00 частини підійшли на 100—200 метрів до Башарівки і кинулись в атаку. Німці перейшли в контратаку силою до батальйону піхоти і підтримці 13 танків та відкинули наступаючих на попередні позиції біля висоти 252.0. Саперний ескадрон дивізії направлений в бойові порядки для посилення оборони. В 15.00 авіація німців, групою в 40 літаків, бомбила сусіда зліва, 8-му гвардійську кавалерійську дивізію (8 гв. кд, «Рівненська») в районі Підзамче. Зенітники 17-го гв. дивізіону ПВО збили два Ju 87.
В ніч з 25 на 26 березня 13 гв. кд здала позиції 121 гв. сд та здійснила марш на Підкамінь. Втрати 13 гв. кд за 23—24.03.44 р. були дуже великими. В полках, не враховуючи артилеристів і мінометників, залишалось по 35—50 чоловік, загинуло також і багато коней.
3 26.03.44 р. 149 снвчд була в готовності розвинути успіх чи перейти в бойові порядки діючих попереду 172 сд і 121 сд наступаючих на Броди. З 28 березня вищезгаданий 568 сп цієї дивізії вже був у боях за Дітківці і Старі Броди.
З 21.03 по 28.03.44 року в Перенятині розташовувався штаб артилерії 13 гв.кд, на бойових позиціях були:
- 37-й артилерійсько-мінометний полк (37-й амп) на південному заході села, 141-й гв.амп, 142-й ГИПТАБ на північному сході і 47 ГОМД на південному заході села, 11-й гв.мп. 23 березня позиції підрозділів опинились в місці прориву німецьких танків, з рубежу Немирівка—висота 252, у стик 13-ї гв.кд та 1-го гв.кк і виходу в тили 13-ї та 8-ї гв.кд. В бою було знищено 8 танків, 7 бронетранспортерів з німецькою піхотою, 3 станкових кулемети, розсіяно до роти супротивника. Загальні втрати цих підрозділів становили: вбитими — 33, пораненими — 35, зниклими безвісти — 2, загинуло коней — 51 (поранено — 14), підбито п'ять 76-мм гармат ЗІС-3 і одна розчавлена гусеницями, втрачено три 76-мм полкові гармати і одна 45-мм, розбито два 120-мм міномети[42].
- 1813-й самохідно-артилерійський полк (1813 сап), на південно-східній околиці села, який надавав вогневу підтримку 342-му стрілецькому полку 121-ї гвардійської стрілецької дивізії в наступі на Гаї-Лев'ятинські. 27.03.1944 року 9-ть СУ-76 1813 сап стояли на позиціях біля церкви Перенятина. Було витрачено 690 снарядів. На наступний день 28.03, після бою за Гаї-Лев'ятинські, в 1813 сап залишилось тільки 6 СУ-76 (підбита — 1[t], підірвалась на міні — 1, вийшла з ладу по технічним несправностям — 1). Всього 23.03.44 р. в 1813 сап було 13 СУ-76. За звітом, в бою 28.03, було підбито 4 німецьких танки[53].

Понад 30 перенятинців воювали на фронтах Другої світової війни.

### Радянський період
14 серпня 1945 року, на підставі Указу Президії Верховної Ради СРСР, багатодітні матері, які народили та виховали сімох дітей — Гаврищук Марфа Прокопівна та Гаврищук Фотина Филимонівна були нагороджені орденами «Материнська слава» ІІІ ступеня.
З 1958 року існувало об'єднане колективне господарство жителів Перенятина і Башарівки «Колос».

## Перенятинський замок
Замчище (тобто рештки замку) в Перенятині, досліджувалось експедицією Рівненського краєзнавчого музею у 1988—1990 рр. і належало укріпленням містечка Краснопіль, що розбудовувалося відповідно до акта від 14 лютого 1629 р. у маєтку Перенятин, придбаному Самійлом Макаровичем у кременецьких повітників Батьківських. Щоправда, нова назва не прижилася, про що свідчить топоніми Proniatyn і Preniatÿn на карті Гійома де Боплана в 1648—1650 рр. Перенятинський замок входив до складної оборонної мережі південної Волині. Шляхетські замки цього періоду були складовою частиною оборонно-господарської інфраструктури — так званої волості, до складу якої належало місто, що мало власні оборонні укріплення, та багато прилеглих сіл у проміжку між ріками Стир та Іква. Тут замкові волості переважно витягувались вздовж річок Слонівка та Пляшівка. Як засвідчили проведені дослідження, переважна більшість укріплень зазнавала перебудов і зберегла до сьогодні свою форму з XVII ст. — періоду козацьких війн. Як відомо, замки регіону знаходились на шляху військ Богдана Хмельницького до Берестечка. Центром волості на р. Слонівці було місто Лешнів, яке осіло, мабуть, на місці старого села, відомого під назвами Слунва та Слонів.
Рештки земляного замчища розташовані на території села поблизу церкви на лівому березі р. Слонівки. Воно збудоване на високому березі, майданчик має прямокутну форму розмірами 180×140 м, підвищується над долиною річки на 4,0–5,0 м; по периметру оточений земляним валом заввишки близько 3,0 м. На кутах були влаштовані чотири бастіони. Перед валом з трьох боків було прокопано рів, його теперішня глибина становить близько 2,5 м, а з четвертого боку замок захищала заплава ріки. Південно-західний кут укріплення разом з бастіоном зруйнований. На площі замку зараз знаходяться сільські садиби. Час від часу на городах виорюються коробчасті кахлі XVI—XVII ст., уламки посуду того часу, знайдено кілька мідних і срібних дрібних монет XVII ст.: «боратинки», «соліди». Знахідки підтверджують письмові свідчення, що саме у XVII—XVIII ст. містечко Перенятин було доволі великим поселенням. Певно тоді ж від Перенятинського замку дістав свою назву сусідній населений пункт — Підзамче, що вперше згадується у 1735 р., як належний до Перенятина.
За описом маєтку дворянина Михайла Лідихівського, в січні 1735 року, замок через сторіччя, ще добре зберігав свою первісну форму — це був вал, обнесений дубовими палями з чотирма дубовими баштами, дахи яких вже провалилися, крім однієї яка була з горищем, дверима, ґанком і сходами. Всередині замку був панський двір. В коморі села Підзамче зберігалась гарматка і мортира з одним ядром та лицарські обладунки. Частину дубового частокола розібрали при будівництві нового панського палацу.

## Сучасність
12 червня 2020 року, відповідно до розпорядження Кабінету Міністрів України № 722-р від «Про визначення адміністративних центрів та затвердження територій територіальних громад Рівненської області», увійшло до складу Радивилівської міської громади Радивилівського району.
19 липня 2020 року, в результаті адміністративно-територіальної реформи та ліквідації Радивилівського району, село увійшло до складу Дубенського району.

## Населення
В 1906 році в селі Перенятин налічувалося 74 двори та проживали 396 осіб, а в Стариках 22 двори та 273 особи.
Станом на 10 вересня 1921 року, в селах Підзамче і Старики разом, налічувалося 120 будинків та 705 жителів, з них:
- В Перенятині 201 чоловік та 216 жінок, в Стариках 144 чоловіки і 144 жінки;
- 689 православні, 8 католики, 6 юдеї, 2 євангельські християни;
- 669 українці, 22 поляки, 6 євреї, 8 іншої національності.

Станом на 1989 рік у селі Перенятин постійно проживали 380 осіб, серед них — 174 чоловіки і 206 жінок, а в Стариках постійно проживали 229 осіб, серед них — 106 чоловіків і 123 жінки.
За даними перепису населення 2001 року в селі Перенятин проживали 350 осіб, а в Стариках 196 осіб. Рідною мовою назвали:
| Мова       | Кількість осіб | Відсоток |
| ---------- | -------------- | -------- |
| українська | 546            | 99,63 %  |
| російська  | 2              | 0,37 %   |

У 2017 році чисельність населення села Перенятин становила 356 осіб, а в Стариках 165 осіб.

## Соціальна сфера
ДНЗ «Колосок», клуб.

## Відомі люди
- Пахомій Перенятинський (пол. Preniatycki Pachomiusz) — чернець-василіянин, живописець, у 1744 році розписував купол церкви на Почаївській горі чудесами Богородиціі[62].
- Іоан Васильович Воронко (1932—2012), церковний діяч який служив у православних храмах Іркутська, Воронежа, майже три роки оформляв патріарші парафії в Канаді.
- Мохотонко Іван Володимирович (20.05.1984—13.03.2022) — учасник російсько-української війни, старший солдат, нагороджений орденом «За мужність» ІІІ ступеня (посмертно)[63][64].

## Цікаві факти
З Перенятина походить рецепт приготування голубців з млинцями.

## Галерея

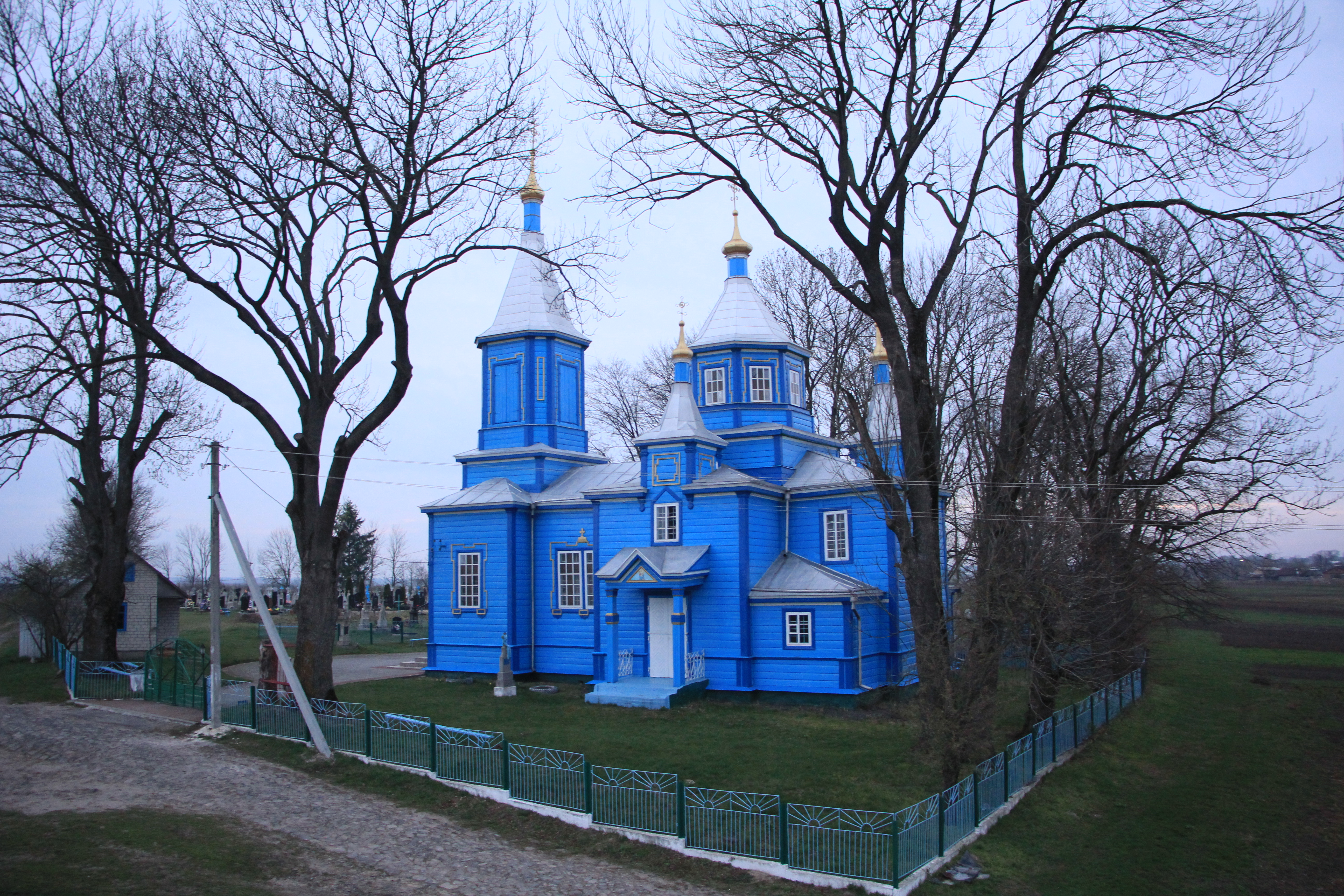
Дерев'яна церква
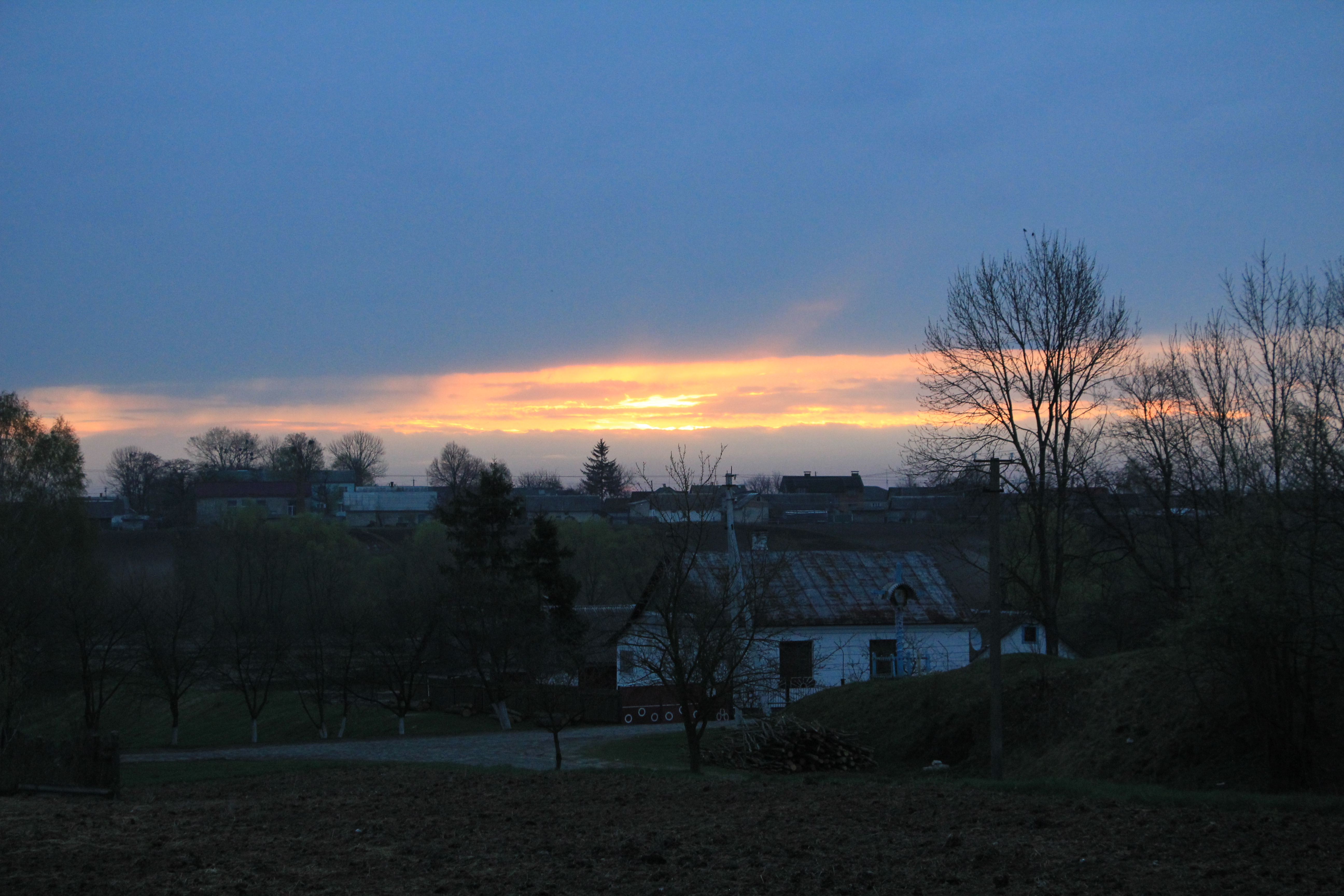
Схід сонця в селі Перенятин

## Виноски
1. ↑  Samuel(пол.)
2. ↑  P. Bejdkowski(пол.)
3. ↑  Суддя і підстароста кременецький, в книгах Луцького замку за 23 лютого 1699 року згадується, що він протягом 20 років безкарно присвоював і розоряв землі Почаївського монастиря, суміжні з його перенятинськими володіннями[11].
4. ↑  Описаніе имѣній Михаила Ледоховскаго, м. Перенятина, сёлъ Подзамча и Комаровки и усадьбы въ Кремѣнце съ подробнымъ исчисленіемъ состоящихъ въ этихъ имѣніяхъ крестьянъ, находящегося у нихъ собственнаго и помѣщичьяго рабочаго скота и отбываемыхъ ими повинностей. 1735 г, Января 2—5. Книга Кременецкая городская, записовая и поточная 1735 года, №1660, листъ 417 и 426[13].
5. ↑  piec zagony (пол.)
6. ↑  50 ліктів полотна[14]
7. ↑  Одиниця вимірювання маси, яка в Бродах була своя, “осьмак” -  1/8 ємності бочки, мав 4 четверика[15].
8. ↑  z drzewa tartego (пол.)
9. ↑  На гумні, також, зберігалось необмолочене збіжжя, в скиртах, врожаю 1773 - 1774 років, пана Kazimierza Garlińskiego, який згадується в Географічному словнику Королівства Польського, як наступний власник Перенятина, а це 193 коп жита і 110 пшениці. Також в звіт включено 28 коп пшениці і 14 коп жита, відібраних під час нападу селян, з цього ж села, у 1734 році
10. ↑  1/8 бочки
11. ↑  zgreblo tureckie
12. ↑  cwieczkow papier
13. ↑  За Другої Польської республіки, як власник Перенятина, згадується Микола Козакевич[22].
14. ↑  Тоді сотня Докса (Семена Котика з с. Сестрятина, загинув біля с. Верби), яка стояла біля лісу в селі Баранному, вирішила краще підготувати операцію по знешкодженню ворога. Очолив операцію колишній майор Червоної армії, який за розповідями походив з Перенятина. В 1920 році при відступі з наших теренів Таращанської бригади приєднався до неї, з 1941 року воював із німцями, потрапив у полон, а вирвавшись на волю, попросився в УПА. За псевдо собі вибрав ім'я ватажка Холодного Яру Василя Чучупаки. Поки командир проводив розвідку в напрямі Перенятина, загін з 12-ти повстанців несподівано вступив в бій з німцями і поліцаями під селом Крижі. Повертаючись з розвідки, Чучупака зайшов з тилу і відкрив вогонь із автомата, спричинивши сум'яття в стані ворога. У бою загинули Медвідь (Коник) із Гаїв-Крупецьких, Ткачук і Масловський із Сестрятина і один боєць із с. Срібного[39].
15. ↑  гвардійський винищувально-протитанковий артилерійський полк
16. ↑  гвардійський окремий мінометний дивізіон
17. ↑  мол. л-та Г. Кузнєцова, загинув
18. ↑  в бойових порядках полку знаходились частини 121 гв. сд, 287 сд і 262 сд
19. ↑  винищувально-протитанковий артилерійський полк(рос.)
20. ↑  загинули командир мл.л-т Феоктістов, механік-водій Істомін, інші два члени екіпажу поранені
21. ↑  Данила Куріча згадує член ОУН, Вовк Григорій Антонович, 1924 р.н. з села Опарипси, який спас йому життя, порадивши не їсти свіжий житній хліб одразу після тривалого голодування, під час перевезення залізницею українських в'язнів у сталінські концтабори до Караганди[55].